# Kōgakkan-Universität

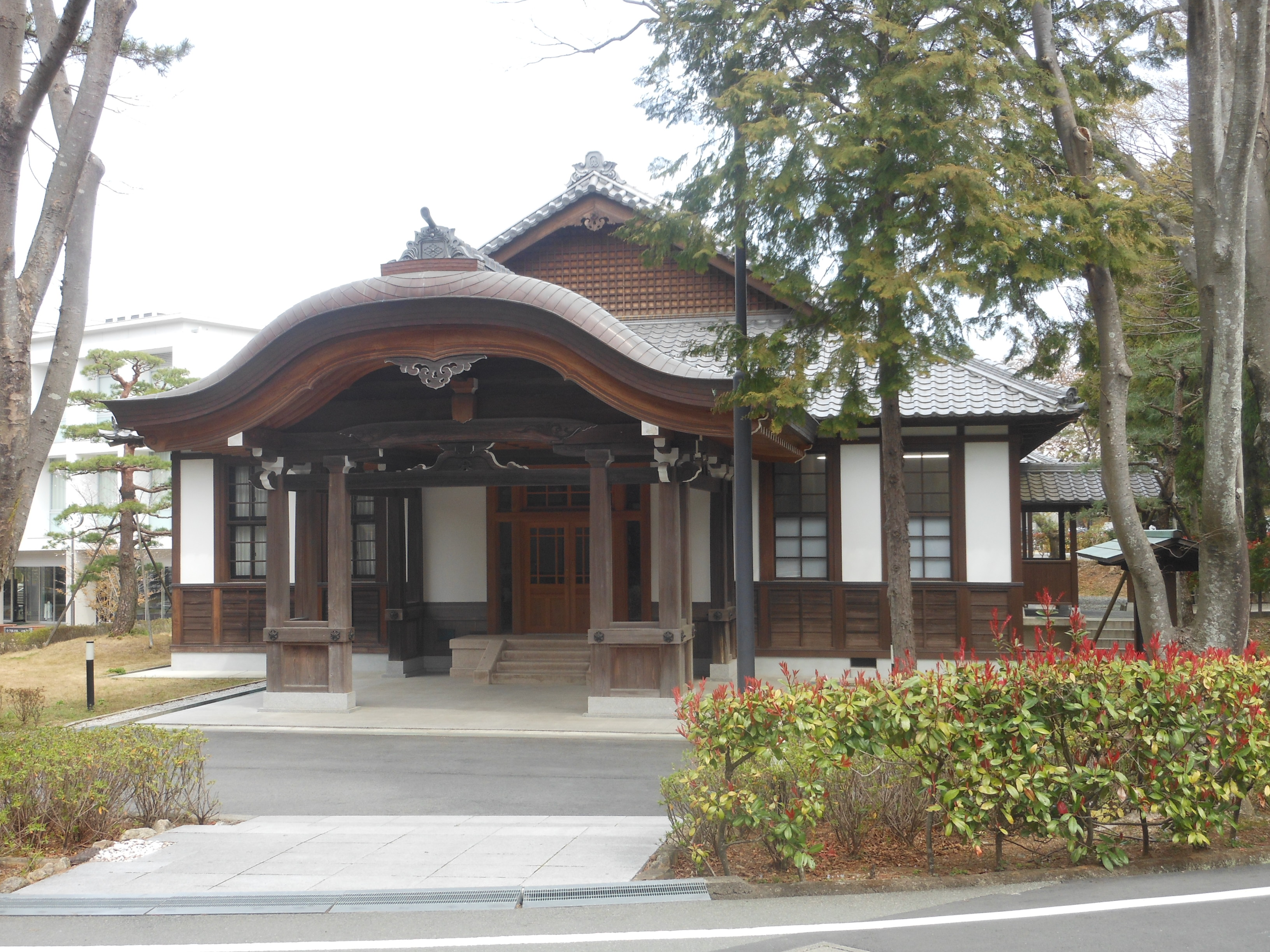
Das ehemalige Hauptgebäude vom Jingū-Kōgakkan, gebaut 1919, repariert 2007

Die Kōgakkan-Universität (jap. 皇學館大学, Kōgakkan daigaku) ist eine private Universität in Japan. Der Hauptcampus liegt in Ise in der Präfektur Mie. Diese ist, neben der Kokugakuin-Universität, eine der zwei Universitäten, die den Ausbildungskurs der Shintō-Priester haben.

## Geschichte
Die Universität hat ihren Ursprung im 1882 gegründeten Jingū-Kōgakkan (神宮皇學館, dt. „Institut am Ise-jingū für japanische Geschichte, Tradition und Shintō-Studien“). Das Institut was zuerst eine Priesterschule für den Shintō-Schrein. 1903 wurde es eine staatliche Fachschule und zog 1919 zum Ise-Campus um. 1940 wurde die Bezeichnung Jingū-Kōgakkan-Universität (神宮皇學館大學) verwendet.
Im März 1946 wurde die Universität durch die Shintō-Direktive (神道指令, Shintō shirei) vom SCAP geschlossen, denn sie war ein staatliches Forschungszentrum von Staats-Shintō. Letztlich 1962 wurde die Universität als private Kōgakkan-Universität wiederaufgebaut.
1998 eröffnete der zweite Campus in Nabari (Fakultät für Wohlfahrtspflege). Der Campus wurde 2011 geschlossen, und dortige Fakultät ist nach Ise umgezogen, weil der ländliche Campus nur wenige Studenten gesammelt hatte.

## Fakultäten
- Ise-Campus (in Ise, Präfektur Mie, 34° 29′ 12,4″ N, 136° 43′ 35,7″ OKoordinaten: 34° 29′ 12,4″ N, 136° 43′ 35,7″ O):
  - Fakultät für Geisteswissenschaften
    - Abteilungen: Shintō-Studien, japanische Literatur, japanische Geschichte, Kommunikationswissenschaft

  - Fakultät für Pädagogik
- Nabari-Campus (in Nabari, Präfektur Mie, 34° 36′ 52,1″ N, 136° 7′ 17,5″ O) – bis 2011:
  - Fakultät für Wohlfahrtspflege